# Grygov
Grygov (hanácky Gregov, německy Grügau) je obec ležící v okrese Olomouc, při železniční trati z Olomouce do Přerova. Žije zde přibližně 1 500 obyvatel. Jeho katastrální území má rozlohu 1272 ha.

## Historie
Václav III. daroval městu Olomouc v roce 1306 pozemky a uložil měšťanům zřídit zde novou vesnici. Darovací listina je v současnosti uložena v depozitáři Státního okresního archívu v Olomouci. Nárok na nové území si kromě Olomouce činil i Unka z Majetína. Spor mezi ním a olomouckými měšťany byl ukončen v roce 1352 a město odškodnilo Unku padesáti hřivnami grošů. Spor dal vzniknout názvu vesnice, a to Kriegaw neboli Sporný luh.
V roce 1541 zde chtěli Olomoučané zřídit vápenku, což se povedlo až o dva roky později. Vápenka, vápencový lom a oba lesy byly hlavní zdroje příjmu.
V roce 1841 byla dokončena železnice, která zajistila hlavní spojení s okolím. V 50. letech vzniklo v Grygově nádraží, které však bylo v roce 1861 zbořeno. V roce 1901 bylo postaveno nové nádraží. Ke konci 19. století potkala obec řada požárů, a proto byl v roce 1900 zřízen hasičský spolek. Hasičská stříkačka byla zakoupena již v roce 1898, požární zbrojnice byla však postavena až v roce 1923.
Za dob první republiky se hospodářství v obci rychle rozvíjelo. Kromě již funkčního kamenolomu a vápenky se v Grygově začaly vyrábět lihoviny, založilo se zámečnictví a výroba drátěného pletiva.

## Rodáci
- Milan Grégr (1922–1985), český a československý komunistický politik
- Lubomír Pleva (1929–1998), český hráč na foukací harmoniku, čtyřnásobný mistr světa ve svém oboru
- Jan Šrámek (1870–1956), římskokatolický kněz a politik, zakladatel a dlouholetý předseda Československé strany lidové

## Turistika
- kaple sv. Jana Nepomuckého postavena v roce 1846 ze sbírek farníků, na místě starší zvonice. K jejímu vysvěcení došlo 17. května 1849.
- vápencový lom v kopci Horka, připomínaný roku 1513
- památný strom Dub Král, dub letní u lesa Království, stáří asi 450 let
- bažantnice Království, přírodní rezervace, je obora v nivě řeky Moravy, stepní květena, váté písky, zbytky neolitického osídlení